# Hübnerstor

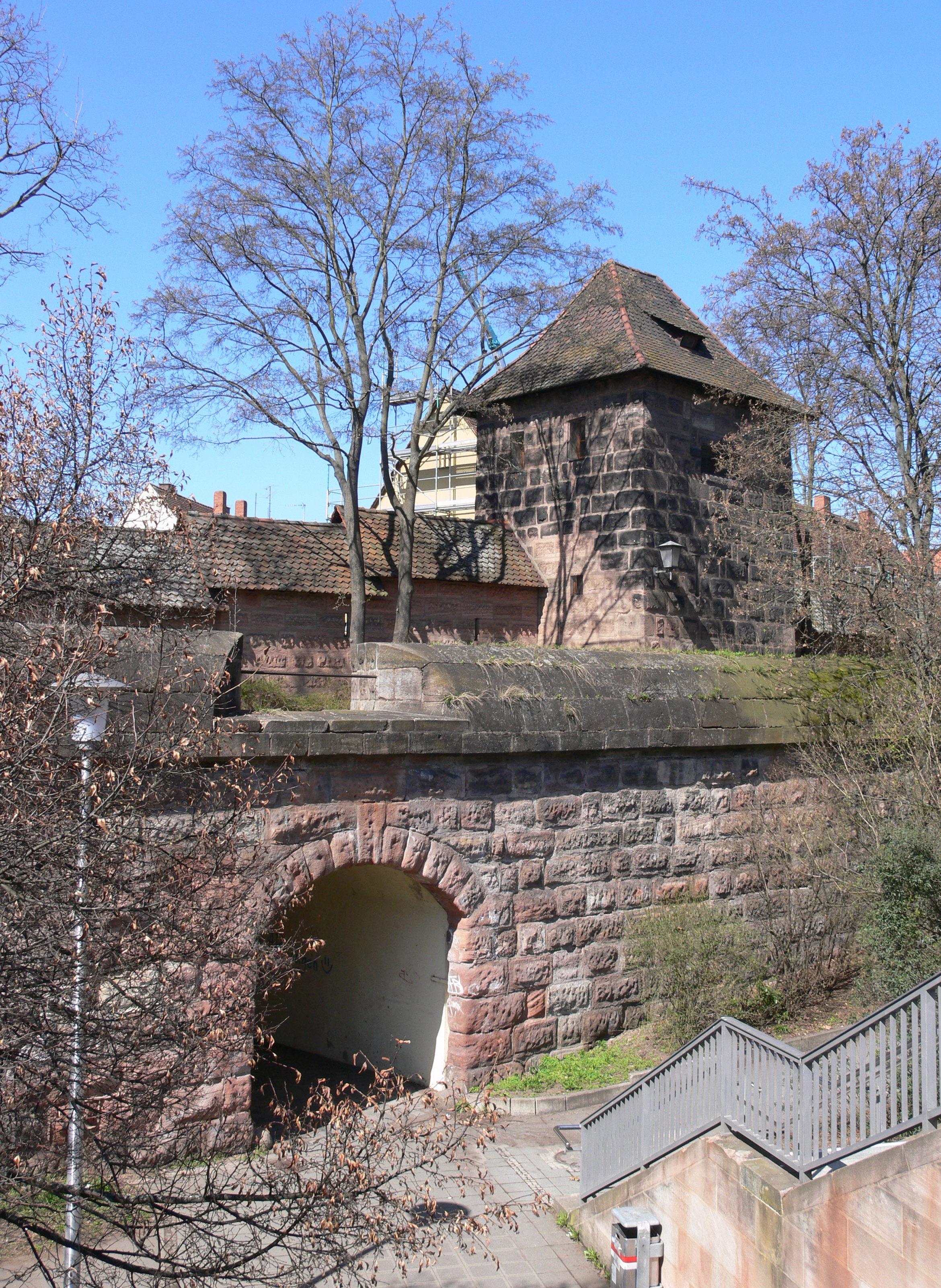
Das Hübnerstor mit dem Turm Schwarzes X

Das Hübnerstor ist ein Tor in der Nürnberger Stadtmauer nördlich des rechten Pegnitzarms.
Das Tor wurde 1892 durch die Stadtmauer und unter dem Zwinger hindurch gebaut. Das Fußgängertor wurde nach dem nahegelegenen Hübnersplatz benannt.
2024 wurde anlässlich des 45-jährigen Bestehens der Städtepartnerschaft mit Krakau die Innenseite des Tors durch Marcin Czaja neugestaltet.

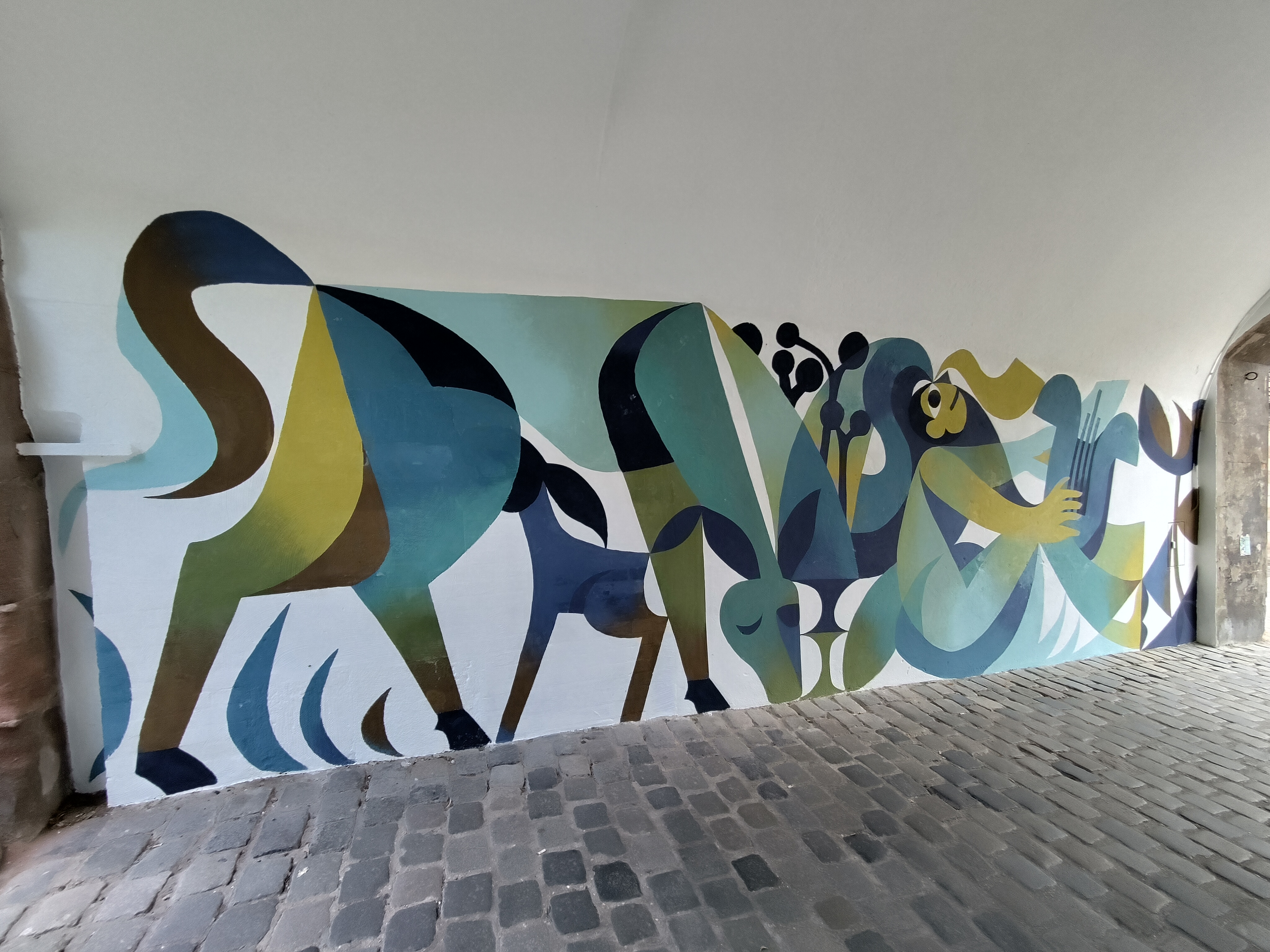
Bemalung im Juli 2024